# Trillian
Trillian er et applikationsprogram opkaldt efter personen Trillian i The Hitchhiker's Guide to the Galaxy. Trillian understøtter AIM, ICQ, IRC og MSN som basic, men med pro-versionen får man flere muligheder for at have flere protokoller.